# Otto Söffing

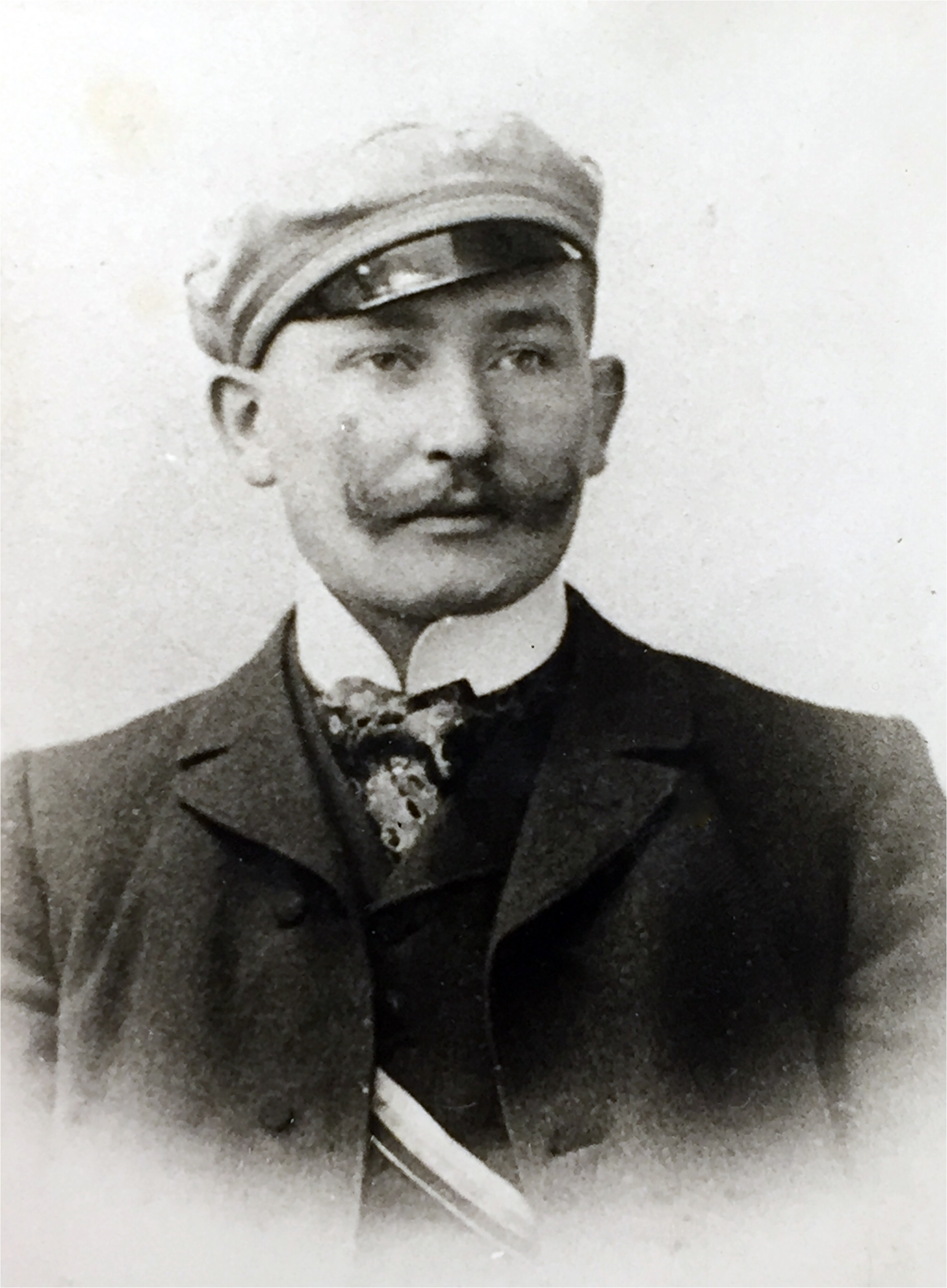
Otto Söffing

Otto Söffing (* 12. Februar 1875 in Güstrow; † 21. Dezember 1952 in Rostock) war ein deutscher Zeitungsredakteur.

## Leben
Otto Söffing war der jüngere Sohn des Pastors an der Pfarrkirche Güstrow Adolf Söffing (* 6. Juni 1835 in Warin; † 24. März 1913 in Rostock). Nach dem Abitur an der Domschule Güstrow studierte Söffing ab Ostern 1897 an der Universität Rostock, der Albert-Ludwigs-Universität Freiburg und der Universität Leipzig Rechts- und Staatswissenschaften. 1899 wurde er im Corps Lusatia Leipzig aktiv. Als Inaktiver wechselte er an die heimatliche Universität Rostock, wo er das Studium zunächst abbrach. Seit 1904 arbeitete er journalistisch, zunächst in Breslau und dann als Redakteur in Dortmund, Mannheim und Wismar. Nach Teilnahme am Ersten Weltkrieg wurde er 1919 Redakteur beim Rostocker Anzeiger. Nebenher studierte er von April 1920 bis Ende 1923 an der Universität Rostock Geschichte und neuzeitliche Volkswirtschaftslehre. Von 1920 bis 1925 war er Herausgeber der Wochenschrift Mecklenburger Umschau, genannt die „Grünen Hefte“. 1922 verurteilte ihn das Landgericht Güstrow wegen Beleidigung des jüdischen Rostocker Medizinprofessors und Oberarztes Fritz Weinberg zu einer Geldstrafe. Seit 1923 Hauptschriftleiter des Rostocker Anzeigers, wurde er 1933 entlassen.

## Schriften
- Hundert Jahre Sandmeyer : 1836–1936 (aus der Geschichte der Firma). Schwerin: Sandmeyer 1936